# Abu al-Makarim
Al-Shaykh al-Mu’taman Abu al-Makarim Sa‘d-Allah Jirjis ibn Mas‘ud był koptyjskim mnichem z tytułem igumena. Żył i tworzył w XIII wieku a jego najsłynniejszym dziełem jest Tarikh al-Kana’is wa-al-Adyirah (Historia Kościołów i Monasterów). Historia została po raz pierwszy wydana na Zachodzie przez T. A. Evetts'a w 1895 roku. Evetts korzystał z wersji zakupionej w Egipcie w 1674 roku przez J.M. Vansleb'a. Jak się potem okazało przy przekładzie błędnie zidentyfikował on autora- podany przez niego Abu Salih Ormianin, którego imię widniało na manuskrypcie, okazał się być tylko właścicielem tej kopii. Z powodu tego błędu al-Karim bywa czasem określany jako Abu Salih. Poznanie właściwego autora stało się możliwe dzięki odnalezieniu innych wersji manuskryptu. 
Dzieło al-Makarima jest jednym z najważniejszych źródeł dotyczących kościoła koptyjskiego i jego stanu w XIII wieku. Zawiera również wiele informacji na temat geografii i demografii średniowiecznego Egiptu. Oprócz opisów kościołów egipskich pojawiają się także informacje o tych położonych w Jemenie, Nubii, Palestynie, Mezopotamii i w Azji Mniejszej. Autor opisuje również legendę o pobycie Świętej Rodziny w Egipcie.